# Лудвиг Гастон фон Саксония-Кобург и Гота
Лудвиг Гастон Клеменс Мария Михаел Габриел Рафаел Гонзага фон Саксония-Кобург и Гота (на немски: Ludwig Gaston Klemens Maria Michael Gabriel Raphael Gonzaga Prinz von Sachsen-Coburg und Gotha, Herzog von Sachsen; * 15 септември 1870 в дворец Ебентал, Долна Австрия; † 23 януари 1942 в Инсбрук) е принц от католическата линия Сакс-Кобург-Кохари на Саксония-Кобург и Гота и херцог на Саксония, австрийски офицер и зет на крал Лудвиг III Баварски.
Той е четвъртият син на принц Лудвиг Август фон Саксония-Кобург и Гота (1845 – 1907), херцог на Саксония, императорски бразилски адмирал, и съпругата му инфанта Леополдина Бразилска (1847 – 1871), дъщеря на Педро II, император на Бразилия, и Тереза Кристина Бурбонска, принцеса на Двете Сицилии. Внук е на херцог Август фон Саксония-Кобург и Гота (1818 – 1881) и френската принцеса Клементина Бурбон-Орлеанска (1817 – 1907).
Баща му е брат на Фердинанд I (1861 – 1948), български цар (1887 – 1918). Брат е на, родените в Рио де Жанейро, Петер (1866 – 1934), Август Леополд (1867 – 1922), претендент за бразилския трон, и на Йозеф Фердинанд (1869 – 1888).
През 1892 г. Лудвиг Гастон завършва успешно военното училище във Винер Нойщат и става лейтенант в Линц и на 1 май 1896 г. е обер-лейтенант. През 1900 г. той се мести в Инсбрук и 1903 г. става хауптман.
Лудвиг Гастон фон Саксония-Кобург и Гота умира на 71 години на 23 януари 1942 в Инсбрук и е погребан в гробницата Кохари в църквата Св. Августин в Кобург.

## Фамилия
Лудвиг Гастон фон Саксония-Кобург и Гота се жени на 1 май 1900 г. в Мюнхен за принцеса Матилда Терезия Хенриета Кристиня Луитполда Баварска (* 17 август 1877, Вила Амзее при Линдау; † 6 август 1906, Давос), дъщеря на последния баварски крал Лудвиг III Баварски (1845 – 1921) и ерцхерцогиня Мария Тереза Австрийска-Есте (1849 – 1919). Матилда умира на 28 години. Те имат две деца:
- Антониус Мария Лудвиг Клеменс Ойген Карл Хайнрих Август Луитполд Леополд Франц Волфганг Петер Йозеф Гастон Александер Алфонс Игнациус Алойзиус Станислаус (* 17 юни 1901, Инсбрук; † 1 септември 1970, Хаар при Мюнхен), принц на Саксония-Кобург и Гота, херцог на Саксония, женен на 14 май 1938 г. в Щайр, Аустрия за Луиза Майрхофер (* 22 юни 1903, Грац; † 21 октомври 1974, Щайр); нямат деца
- Мария Имакулата Леополдина Франциска Терезия Елизабет Санкта-Ангелика Николета (* 10 септември 1904, Инсбрук; † 18 март 1940, Варезе, Италия), неомъжена, ангажира се много в католическата църква.

Лудвиг Гастон фон Саксония-Кобург и Гота се жени втори път на 30 ноември 1907 г. в Бишофщайнитц за графиня Мария Анна фон и цу Траутмансдорф-Вайнсберг (* 27 май 1873, Обер-Валтерсдор; † 24 юли 1948, Кобург), дъщеря на 4. княз Карл Йохан Непомук Фердинанд фон и цу Траутмансдорф-Вайнсберг (1845 – 1921) и маркграфиня Йозефина фон Палавичини (1849 – 1923). Те имат една дъщеря:
- Йозефина Мария Анна Леополдина Амалия Клементина Лудовика Терезия Габриела Гонзага (* 20 септември 1911, Шато де Фогелзанг; † 27 ноември 1997, Щокдорф при Мюнхен), омъжена на 5 май 1937 г. в Мюнхен и в Китцбюхел, Тирол на 12 май 1937 г. (развод на 23 февруари 1945) за барон/фрайхер Рихард Фридрих Ойген Карл Хайнрих Алоиз Франц Йозеф Хуберт Мария фон Барата-Драгоно (* 28 ноември 1901, Будишау, Моравия; † 14 декември 1998, Виена); имат две деца.